# Cao Bằng (thành phố)
Cao Bằng là một thành phố cũ trực thuộc tỉnh Cao Bằng, Việt Nam.

## Địa lý

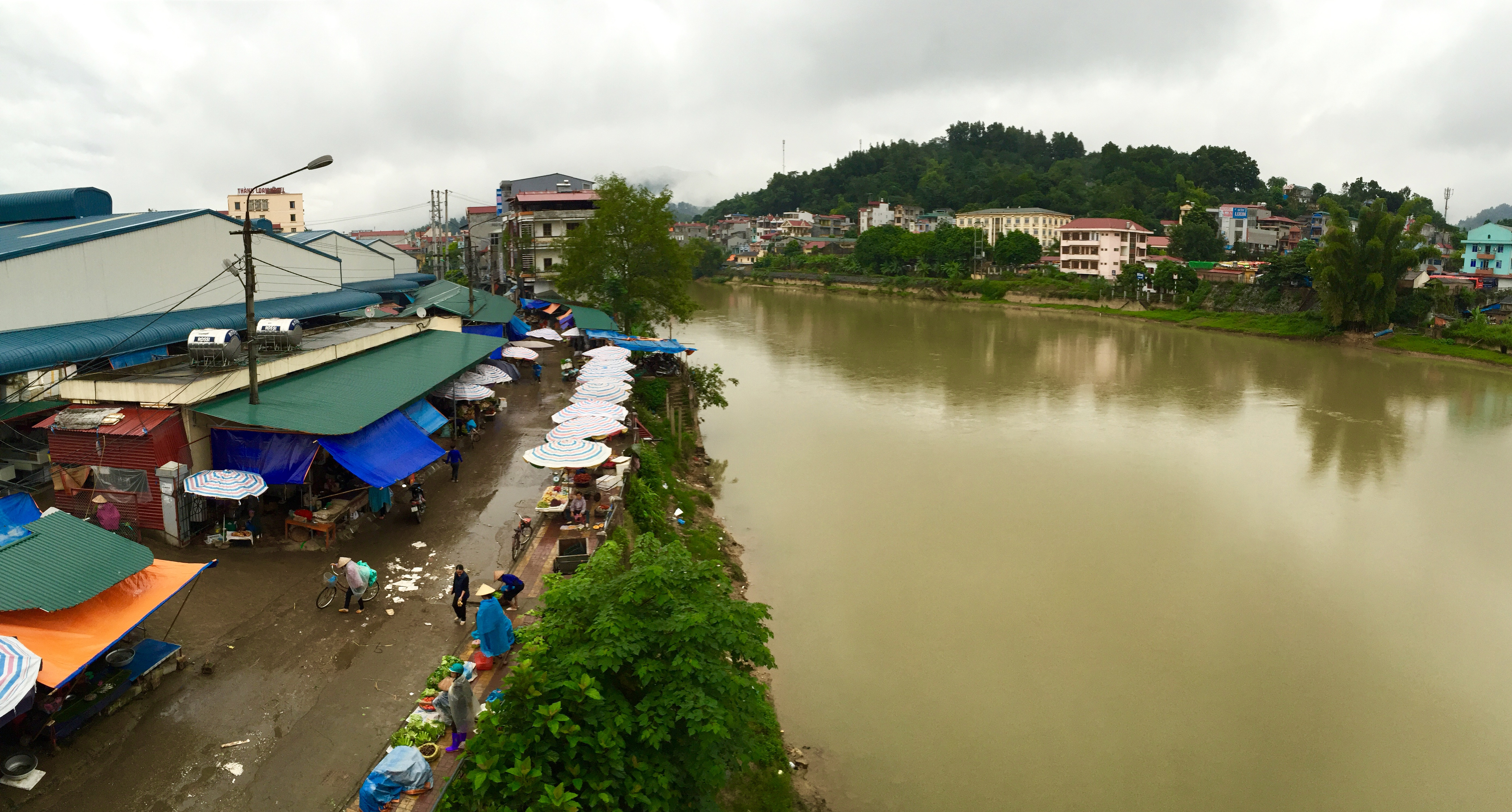
Sông Bằng Giang đoạn chảy qua trung tâm thành phố Cao Bằng

Thành phố Cao Bằng nằm gần như giữa trung tâm địa lý của tỉnh Cao Bằng, là trung tâm kinh tế, văn hóa, giáo dục, chính trị của tỉnh Cao Bằng và là một trong những trung tâm kinh tế của vùng Đông Bắc Bộ, có vị trí địa lý:
- Phía nam giáp huyện Thạch An
- Các phía còn lại giáp huyện Hòa An.

Thành phố có diện tích 107,12 km², dân số năm 2019 là 73.549 người, mật độ dân số đạt 687 người/km².
Thành phố Cao Bằng có 84% dân số thành thị và 16% dân số nông thôn, với nhiều dân tộc khác nhau như: Kinh, Tày, Nùng, Hán,...
Thành phố nằm cách thủ đô Hà Nội khoảng 280 km về phía bắc, cách Cửa khẩu Quốc tế Tà Lùng khoảng 60 km về phía tây bắc, có vị trí tương đối thuận lợi cho việc giao lưu với các huyện trong tỉnh và các tỉnh vùng Đông Bắc Bộ qua Quốc lộ 3 và Quốc lộ 4.

## Hành chính
Thành phố Cao Bằng có 11 đơn vị hành chính cấp xã trực thuộc, bao gồm 8 phường: Đề Thám, Duyệt Trung, Hòa Chung, Hợp Giang, Ngọc Xuân, Sông Bằng, Sông Hiến, Tân Giang và 3 xã: Chu Trinh, Hưng Đạo, Vĩnh Quang.

## Lịch sử
Năm 1677, sau khi đánh dẹp nhà Mạc ở Cao Bằng, chính quyền Lê – Trịnh đặt lại trấn Cao Bình, đồng thời cho xây dựng phố Mục Mã trên một bán đảo rộng khoảng một cây số vuông có ba phía giáp sông (tương ứng với phường Hợp Giang ngày nay) và chuyển các dinh sở từ Hòa An về đây. Từ đây, thành Mục Mã trở thành lỵ sở của trấn Cao Bình và đến thời Nguyễn là tỉnh lỵ tỉnh Cao Bằng.
Tháng 10 năm 1950, Cao Bằng được giải phóng, Ủy ban Hành chính thị xã Cao Bằng được thành lập.
Trong giai đoạn 1954–1971, thị xã Cao Bằng bao gồm toàn bộ phường Hợp Giang (ngày nay) và các khu phố ngoại thị: Tam Trung, Thanh Sơn, Nà Phía, Tân An.
Ngày 21 tháng 8 năm 1971, Bộ trưởng Phủ Thủ tướng ban hành Quyết định số 225-TTg về việc về việc điều chỉnh địa giới hành chính huyện Hòa An để mở rộng thị xã Cao Bằng trên cơ sở sáp nhập 8 xóm: Nà Lắc, Nà Chướng, Nà Hoàng, Nà Gà, Nà Rụa, Nà Phía, Nà Đoỏng, Mỏ Muối và Khuổi Tít thuộc xã Lê Chung; 2 xóm: Hoàng Ngà, Nà Cạn thuộc xã Quang Trung; xóm Nà Kéo thuộc xã Ngũ Lão; 5 xóm: Gia Cung, Nà Pế, Nà Lum, Thắc Thúm, Giả Ngẳm thuộc xã Vĩnh Quang.
Sau năm 1975, thị xã Cao Bằng là tỉnh lỵ tỉnh Cao Lạng, gồm 4 tiểu khu: Sông Bằng, Sông Hiến, Nội Thị, Nà Phía.
Ngày 27 tháng 12 năm 1978, tỉnh Cao Lạng tách ra thành 2 tỉnh là Cao Bằng và Lạng Sơn, thị xã Cao Bằng trở thành tỉnh lỵ tỉnh Cao Bằng.
Năm 1979, quân đội Trung Quốc tấn công ồ ạt trong chiến tranh biên giới Việt - Trung năm 1979, thị xã Cao Bằng chịu thiệt hại nặng nề.
Ngày 10 tháng 9 năm 1981, Hội đồng Bộ trưởng ban hành Quyết định 60-HĐBT. Theo đó:
- Giải thể tiểu khu Sông Bằng để thành lập phường Sông Bằng và xã Ngọc Xuân
- Giải thể tiểu khu Sông Hiến để thành lập phường Sông Hiến và xã Hòa Chung
- Giải thể tiểu khu Nà Phía để thành lập phường Tân Giang và xã Duyệt Trung
- Giải thể tiểu khu Nội Thị để thành lập phường Hợp Giang.

Từ đó, thị xã Cao Bằng có 4 phường: Hợp Giang, Sông Bằng, Sông Hiến, Tân Giang và 3 xã: Duyệt Trung, Hòa Chung, Ngọc Xuân.
Ngày 4 tháng 10 năm 2002, chuyển xã Đề Thám thuộc huyện Hòa An về thị xã Cao Bằng quản lý.
Sau khi điều chỉnh địa giới hành chính, thị xã Cao Bằng có 5.523 ha diện tích tự nhiên và 47.272 người với 8 đơn vị hành chính trực thuộc, gồm 4 phường: Hợp Giang, Sông Bằng, Sông Hiến, Tân Giang và 4 xã: Duyệt Trung, Đề Thám, Hòa Chung, Ngọc Xuân.
Ngày 18 tháng 10 năm 2010, Bộ Xây dựng ban hành Quyết định 926/QĐ-BXD về việc công nhận thị xã Cao Bằng là đô thị loại III.
Ngày 1 tháng 11 năm 2010, Chính phủ ban hành Nghị quyết 42/NQ-CP. Theo đó:
- Chuyển 3 xã: Chu Trinh, Hưng Đạo, Vĩnh Quang thuộc huyện Hòa An về thị xã Cao Bằng quản lý
- Chuyển 2 xã Đề Thám và Ngọc Xuân thành 2 phường có tên tương ứng.

Sau khi điều chỉnh địa giới hành chính, thị xã Cao Bằng có 10.760,93 ha diện tích tự nhiên và 67.415 người với 11 đơn vị hành chính trực thuộc, gồm 6 phường: Đề Thám, Hợp Giang, Ngọc Xuân, Sông Bằng, Sông Hiến, Tân Giang và 5 xã: Chu Trinh, Duyệt Trung, Hòa Chung, Hưng Đạo, Vĩnh Quang.
Ngày 9 tháng 7 năm 2012, chuyển 2 xã Hòa Chung và Duyệt Trung thành 2 phường có tên tương ứng.
Ngày 25 tháng 9 năm 2012, Chính phủ ban hành Nghị quyết 60/NQ-CP về việc thành lập thành phố Cao Bằng thuộc tỉnh Cao Bằng trên cơ sở toàn bộ diện tích và dân số của thị xã Cao Bằng.
Sau khi thành lập, thành phố Cao Bằng có 10.762,81 ha diện tích tự nhiên và 84.421 người với 11 đơn vị hành chính trực thuộc, gồm 8 phường và 3 xã như hiện nay.
Ngày 1 tháng 7 năm 2025, kết thúc hoạt động của thành phố Cao Bằng.

## Kinh tế - xã hội
Tiêu chí xây dựng đường giao thông vượt trên 300%. Điều rõ ràng nhất là mỗi con đường mở ra đã rút ngắn khoảng cách từ phường đến xã, từ trung tâm thành phố đến các vùng nông thôn ngoại thành.
Tất cả 17/17 chi tiêu kinh tế, xã hội cơ bản hoàn thành và hoàn thành vượt mức kế hoạch, trong đó thu ngân sách nhà nước vượt 8,2% dự toán giao, lần đầu tiên thành phố Cao Bằng thu ngân sách đạt mốc 600 tỷ đồng; giá trị công nghiệp xây dựng vượt 8,6%; tổng sản lượng lương thực vượt 4,4%, tổng mức lưu chuyển hàng hóa và doanh thu thương mại dịch vụ tăng 1,5%, giá trị tiểu thủ công nghiệp vượt 22,8%; giá trị sản xuất nông nghiệp đạt 72 triệu đồng/ha; giải quyết việc làm cho hơn 2.400 lao động, vựơt 44% kế hoạch; tỷ lệ hộ nghèo giảm còn 1,7%...

## Văn hóa
Các đền thờ trên địa bàn thành phố:
- Thành Bản Phủ (tương truyền do Thục Phán - An Dương Vương xây dựng), chùa Đống Lân (thờ Thạch Sanh), chùa Đà Quận ở xã Hưng Đạo)
- Đền Kỳ Sầm ở xã Vĩnh Quang.
- Nhà thờ Thanh Sơn và Cao Bình thuộc giáo phận Lạng Sơn

## Giao thông

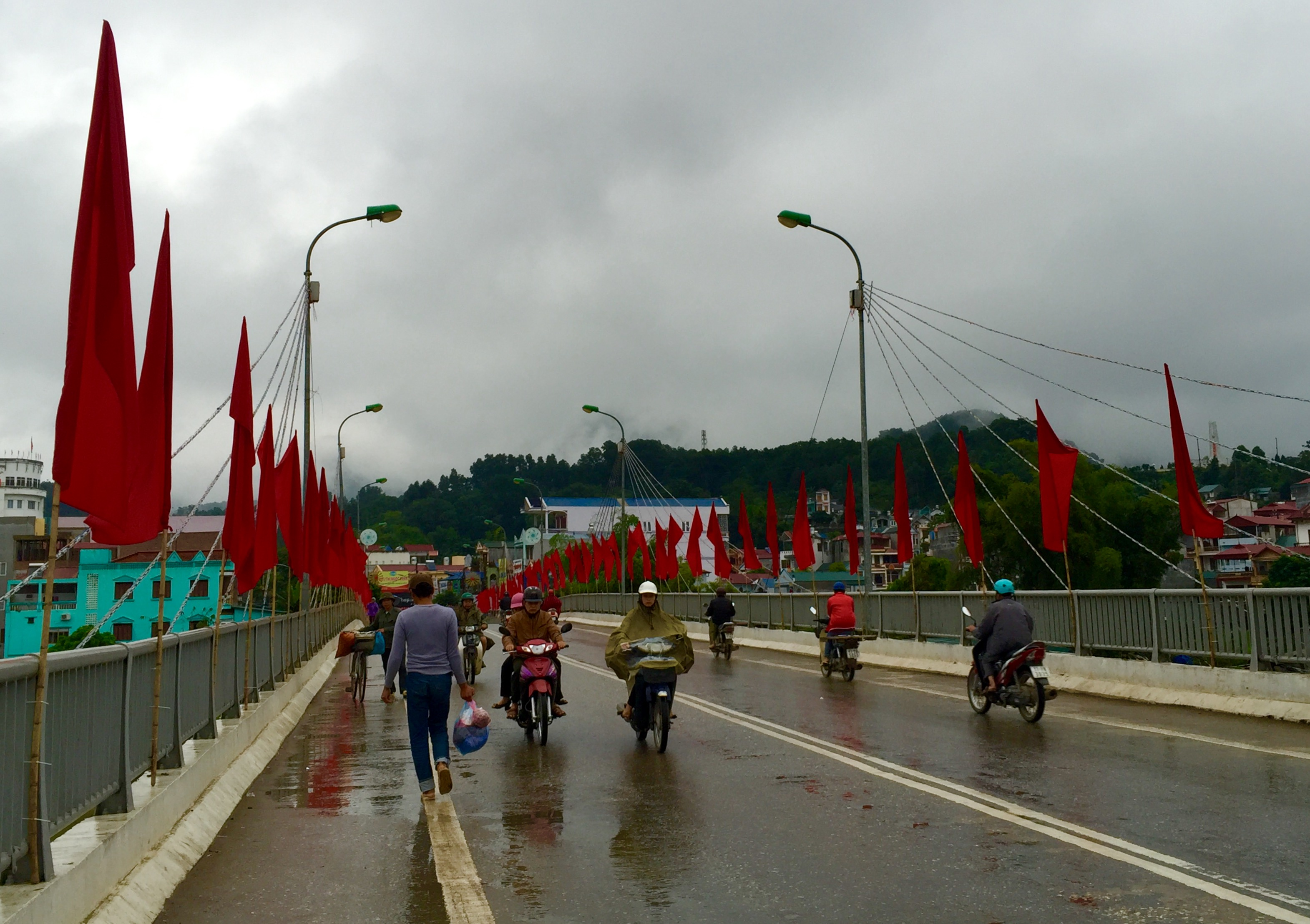
Cầu Bằng Giang bắc qua sông Bằng Giang tại trung tâm thành phố

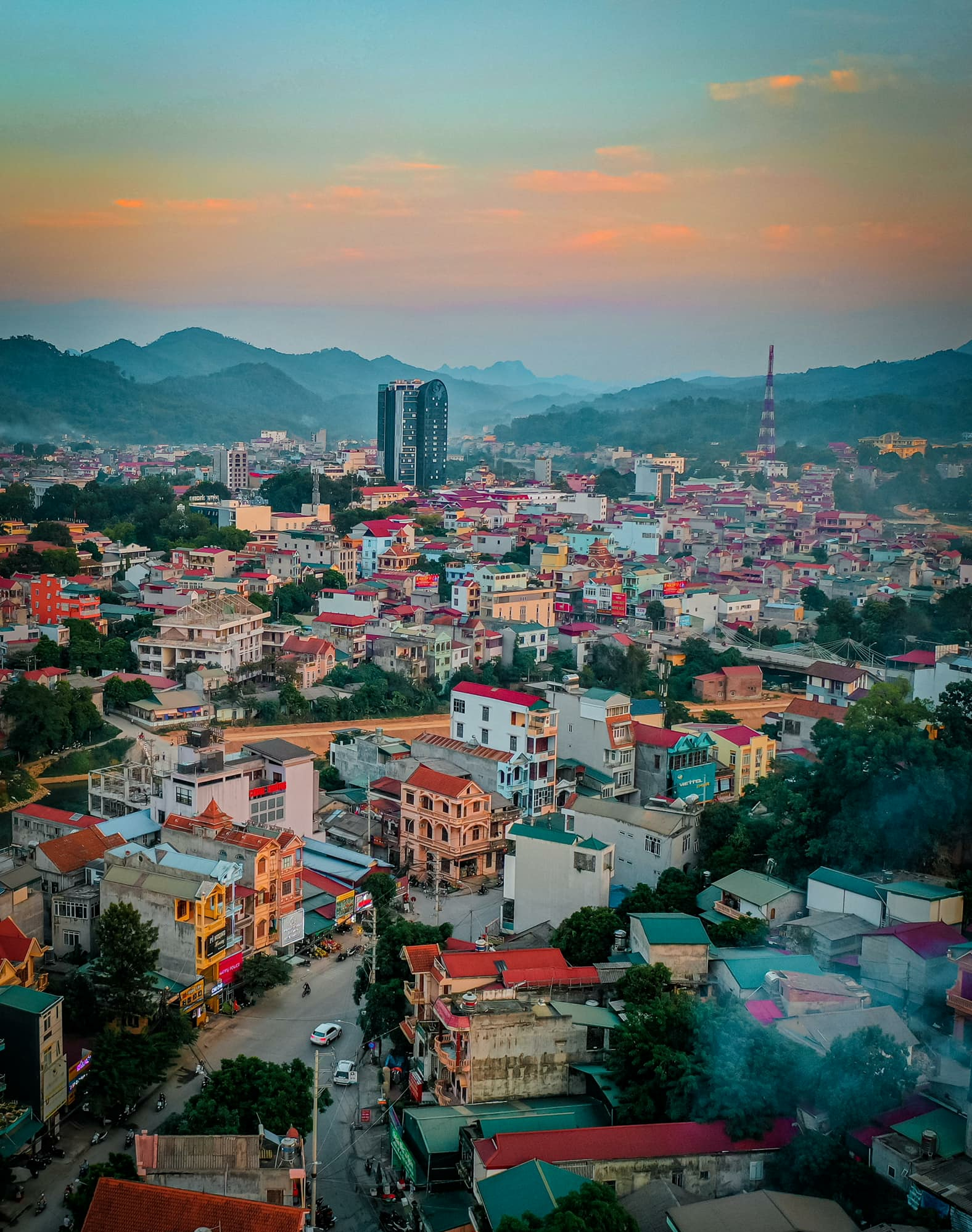
Đường phố tại thành phố Cao Bằng

Trên địa bàn thành phố hiện nay có 3 tuyến quốc lộ là Quốc lộ 3, Quốc lộ 34, Quốc lộ 34B. Các tuyến đường và tuyến phố khác trong đô thị bao gồm:
- Đại Lộ Võ Nguyên Giáp
- Đại Lộ Hoàng Văn Thái
- Đường Hoàng Đình Giong
- Đường Lê Lợi
- Đường 1 - 4
- Đường Phai Khắt - Nà Ngần
- Đường 3 - 10
- Đường Lê Thùy (tên cũ là Pác Bó)
- Đường Tân An
- Đường Đông Khê
- Đường Thanh Sơn - Nà Toòng
- Đường Lê Quảng Ba
- Đường Hoàng Sâm
- Đường Nam Long
- Đường Nguyễn Kim Hùng
- Đường Vũ Lập
- Đường Đàm Ngụy
- Đường Nguyễn Thị Duệ
- Đường Cao Bình
- Đường Đà Quận
- Đường Bản Phủ
- Đường Sông Máng
- Đường Khau Roọc
- Đường Đàm Minh Viễn
- Đường Lam Sơn
- Đường Đức Chính
- Đường Khuổi Khoán
- Đường Bế Văn Thành
- Đường Khuổi Nặm
- Đường Gia Cung
- Đường Lý Văn Mưu
- Đường Khau Thúa
- Đường Lộc Văn Trọng
- Đường Trần Cừ
- Đường Nà Hoàng
- Đường Mỏ Muối
- Đường Đồi Mát
- Đường Bà Hoàng
- Đường Nà Cạn
- Đường Vằng Ngà
- Đường Hoàng Văn Quản
- Đường Nà Lủng
- Đường Chu Trinh
- Đường Khuổi Ngùa - Nà Dìa
- Đường tránh thành phố Cao Bằng
- Phố đi bộ Kim Đồng
- Phố Thầu
- Phố Bằng Giang
- Phố Nước Giáp
- Phố Vườn Cam
- Phố Hoàng Văn Thụ
- Phố Lý Tự Trọng
- Phố Bế Văn Đàn
- Phố Cũ
- Phố Hiến Giang
- Phố Đàm Quang Trung
- Phố Xuân Trường
- Phố Nguyễn Du
- Phố Hồng Việt
- Phố Triệu Nguyên
- Phố Lê Tòng
- Phố Bùi Bảo Vân
- Phố Lê Mới
- Phố Hoàng Đức Thạc
- Phố Dương Công Hoạt
- Phố Hồng Kỳ
- Phố Vũ Ngọc Linh
- Phố Dương Mạc Thạch
- Phố Bế Văn Phụng
- Phố Bích Giang
- Phố Hoàng Đức Hậu
- Phố Khau Cuốn
- Phố Thu Sơn
- Phố Thanh Sơn
- Phố Bàn Tài Đoàn
- Phố Lâm Cẩm Như
- Phố Bàn Thượng Đức
- Phố Pháo Đài
- Phố Phan Mạnh Cư
- Phố Nà Thỏ.

Ngoài ra còn có 6 cây cầu lớn bắc qua sông Bằng Giang và sông Hiến như: cầu Bằng Giang, cầu Sông Hiến, cầu Hoằng Ngà, cầu Gia Cung, cầu Nà Cáp, cầu Sông Mãng

## Thành phố kết nghĩa
- Thành phố Pleiku, tỉnh Gia Lai

## Hình ảnh

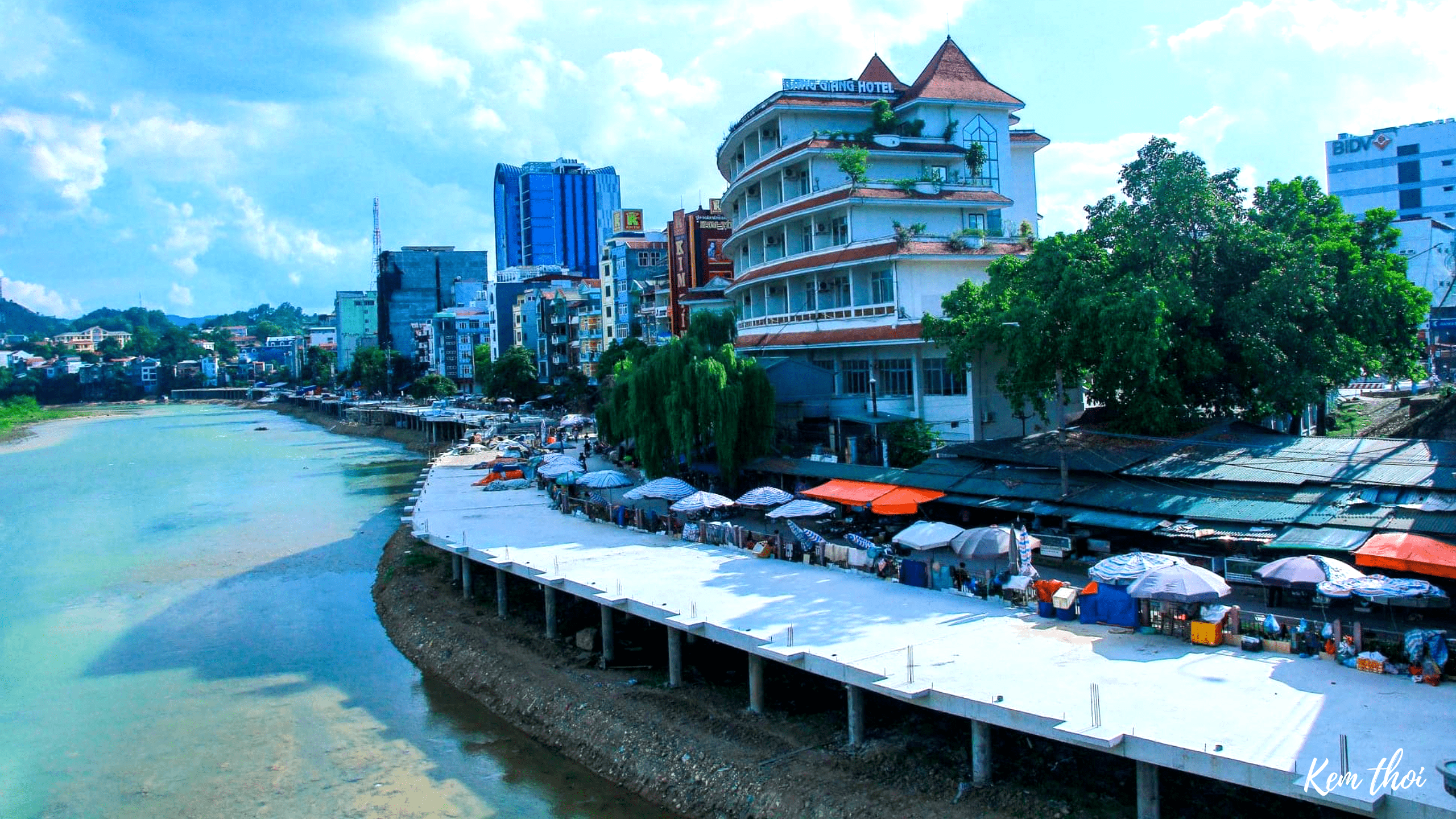
Một góc sông Bằng chảy qua trung tâm thành phố Cao Bằng
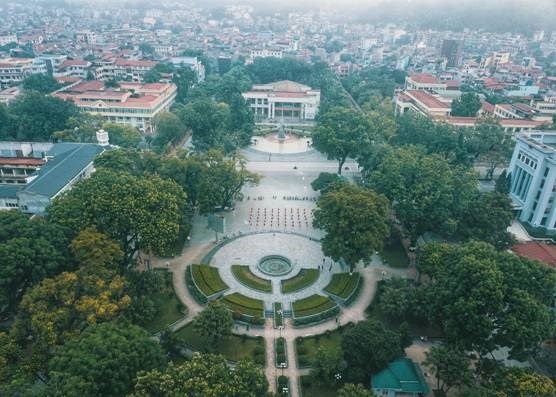
Quảng trường tượng đài Chủ tịch Hồ Chí Minh
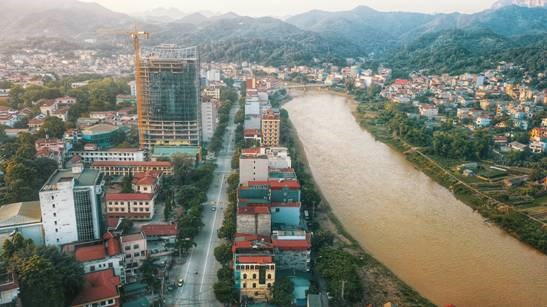
Phố đi bộ Kim Đồng
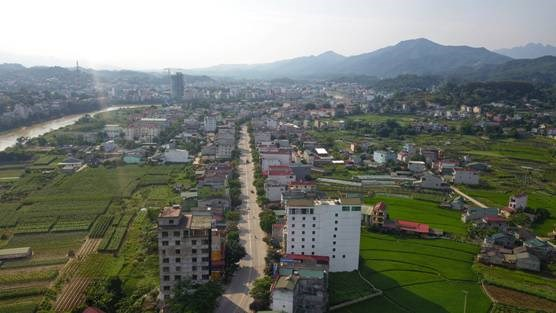
Đường 3/10
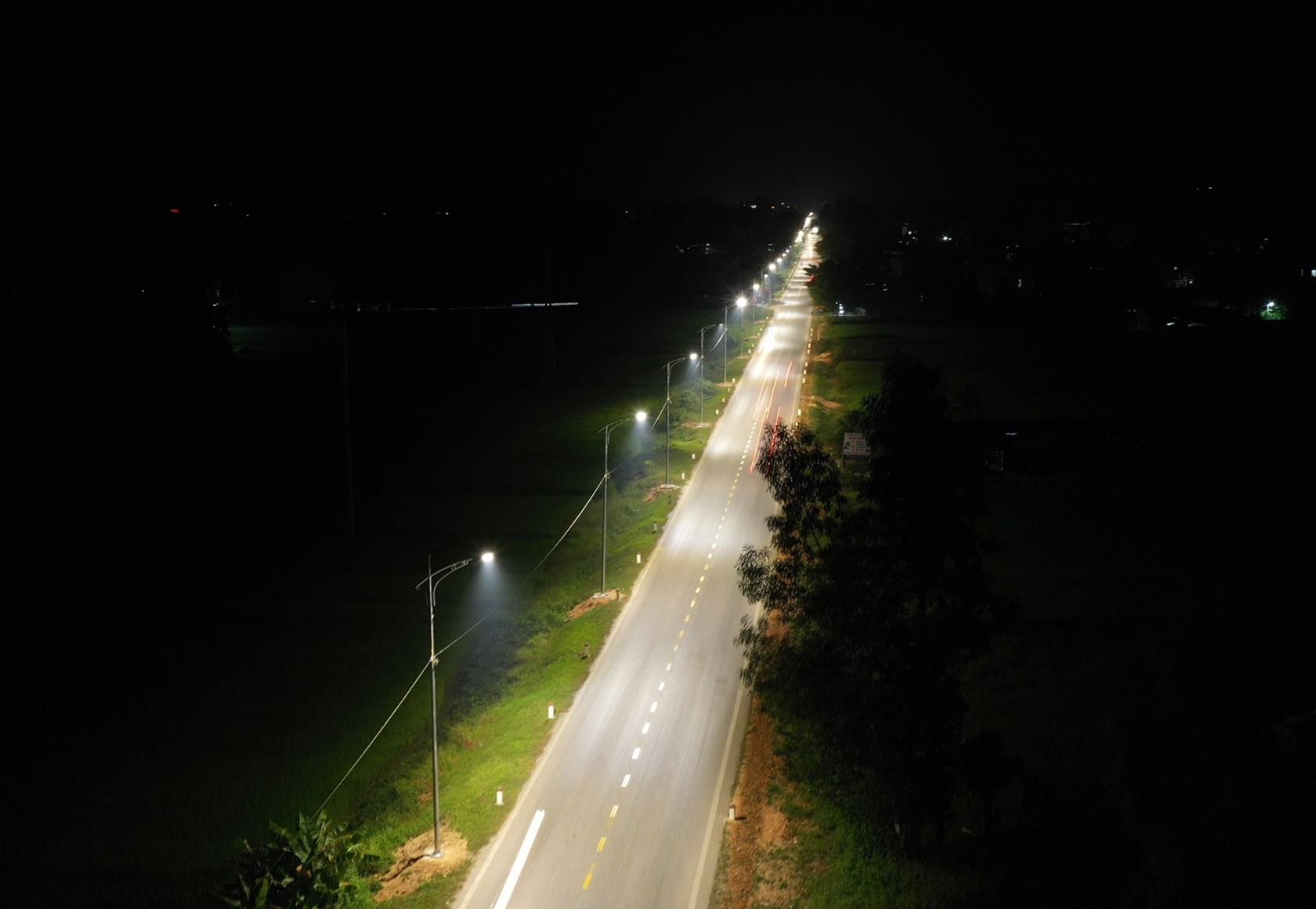
Công trình điện chiếu sáng đường Hồ Chí Minh - phường Đề Thám và xã Hưng Đạo, Thành phố Cao Bằng
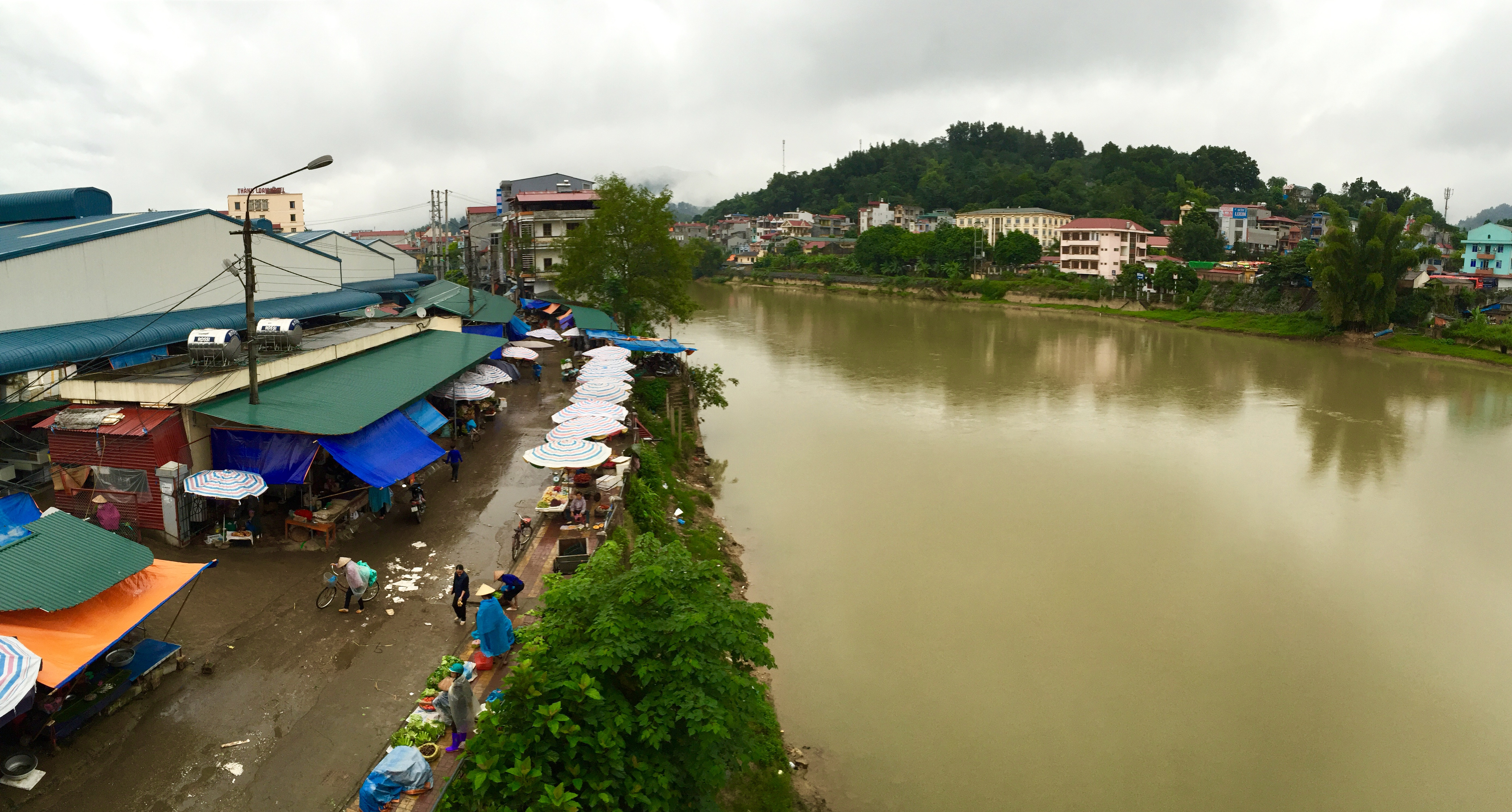
Đoạn chảy qua trung tâm thành phố Cao Bằng
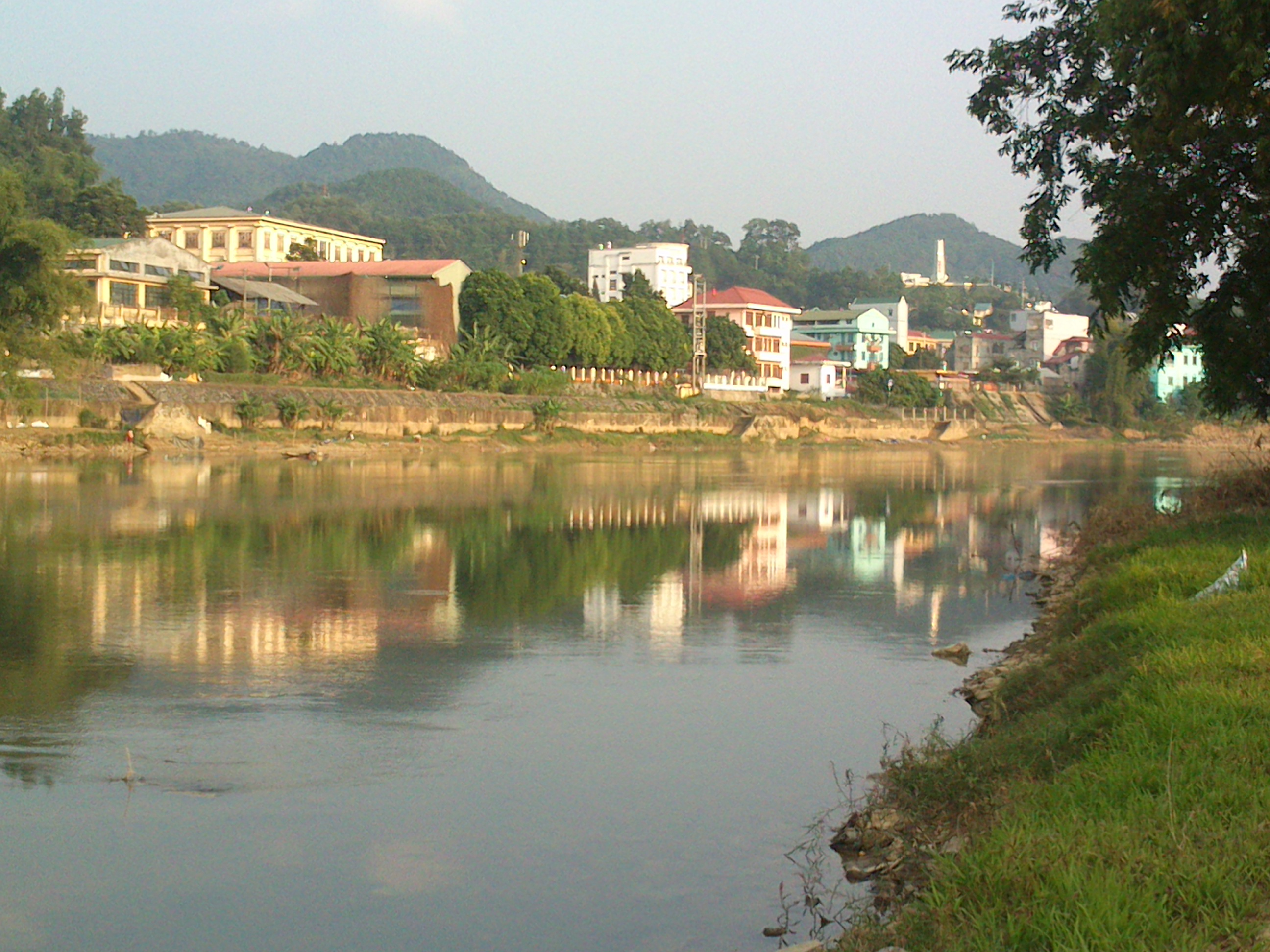
Sông Bằng Giang, đoạn chảy qua thành phố Cao Bằng
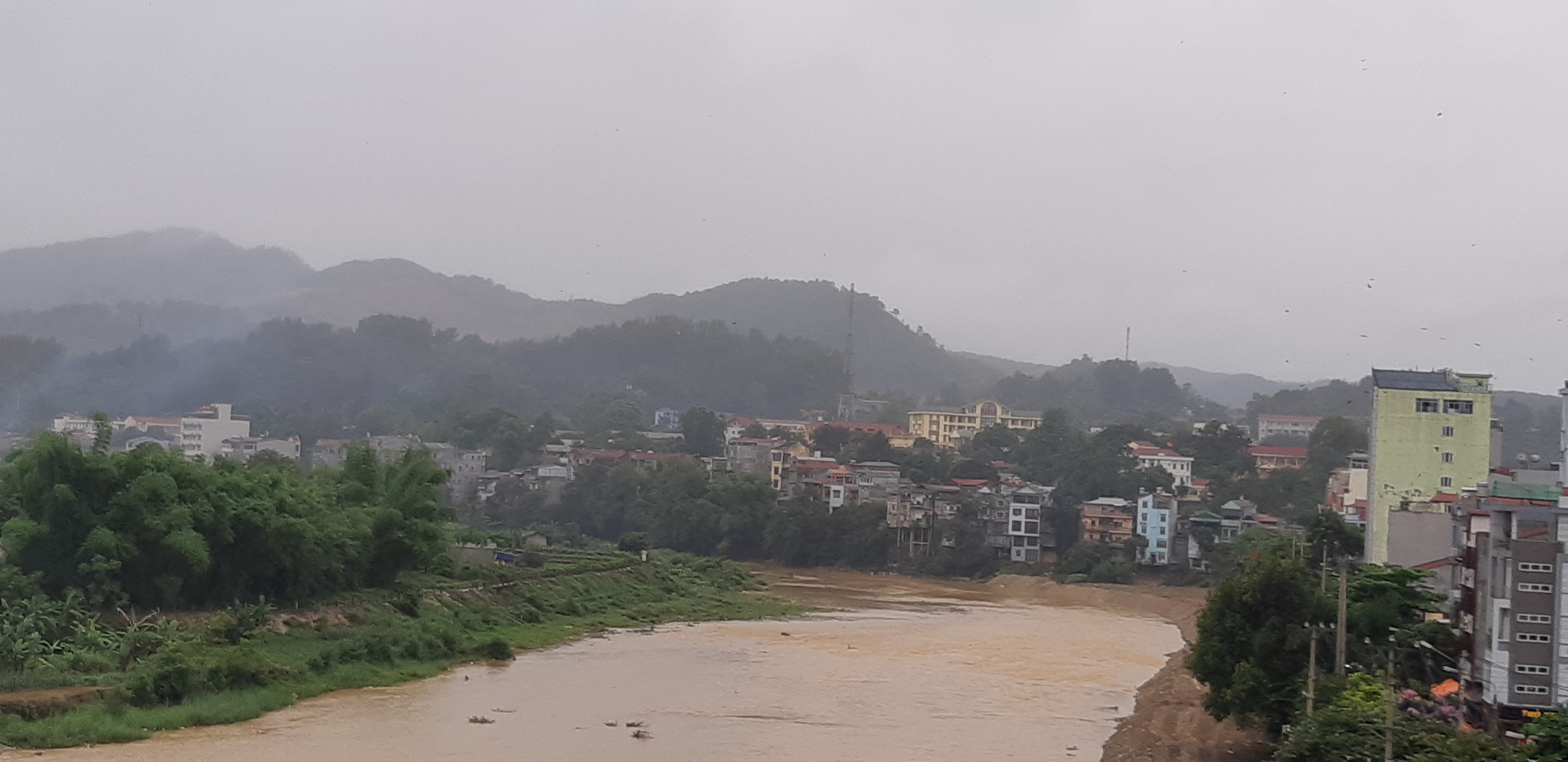
Sông Bằng Giang đoạn qua thành phố Cao Bằng